# ФК „Хебър“ (Пазарджик)
Създаден е на 31 май 1959 г. след обединението на „Бенковски“ и „Левски“. Счита се за продължител на създадения на 31 май 1918 г. отбор на „Ботев“. Играе срещите си на стадион „Георги Бенковски“ (13 128 места).
„Хебър“ има седем участия в А група (1989/90 – 14 място, 1991/92 – 16 място, 2000/01 – 9 място, 2022/23 — 13 място,  2023/24 – 13 място и 2024/2025 – 16 място). Отборът е четвъртфиналист за Купата на България през 1974, 1989 и 2005 г., като и полуфиналист през 2024 г. Двукратен полуфиналист в държавното първенство през 1926 – 3 място и 1935 г. – 4 място (като „Ботев“). Клубът има 34 сезона в Б група.

## История

### Началото
Първите прояви на футболната игра в Пазарджик се свързват с името на учителя Димитър Цонев, но най-съществен принос за популяризирането на футбола в Пазарджик е Георги Сербезов, завършил френския колеж в Цариград.
Като учител в родния си град Татар Пазарджик, той още от 1916 г. провежда занимания по футбол на игрището на военното поделение, наречено „Лагера“ (сега „Зоната на Здравето“ при плувните басейни) на южния бряг на река Марица и на поляните и главната алея на Острова. Инженер Лазар Василев, студент по това време в Прага, донася първата футболна топка в града. По същото време топка донася и Георги Коларов. Първо любителите на играта използват парцалена топка, заменена по-късно от гумена. Привържениците на футбола бързо се увеличават главно сред учащата младеж и на 31 май 1918 г. група ученици (10 души) от местната гимназия, ръководени от Георги Сербезов, поставят основите на първия футболен клуб „Христо Ботев“, преименуван впоследствие на Ученическо-спортно туристическо дружество „Христо Ботев“. Това е официалната дата на първия футболен клуб в Татар Пазарджик. Уставът на клуба е утвърден от Министерството на просветата със заповед № 8355 от 16 април 1920 г. Събранията на клуба са провеждани в Хаджипоповата къща-на Хаджи поп Тилев. Това е била голяма къща на два етажа, превърната по-късно в училище. Скоро в дружеството се записват и цивилни граждани. За негов първи ръководител е избран Георги Сербезов, както пише в издадения през 1925 г. от Димитър Бараклийски първи официален бюлетин на клуба: „Татар Пазарджишки Спортен клубъ „Христо Ботевъ“ 1918“.
Там се вижда и клубната значка във форма на сърце, оцветена в червено и бяло с буквата Б в средата. Футболистите играят с екип: червени фланелки, бели гащета и черни чорапи. Първите срещи са играни с местни ученици или махленски сформирани отбори. Това е така и заради войната, приключила с Ньойския мирен договор. Първата официална среща на „Ботев“ (Пазарджик) е с отбора на „Левски“ (Пловдив) на 25 май 1919 г.
На 26 април 1921 г. общото събрание на дружеството „Христо Ботев“ променя названието на Спортен клуб „Христо Ботев“. Основно преработеният му и допълнен устав е утвърден на 11 юни 1921 г. от Министерството на вътрешните работи и народното здраве със заповед № 1603. Спортен клуб „Христо Ботев“ е развивал следните видове спортове: футбол (представителен отбор, втори отбор, юношески отбор), волейбол, баскетбол и ски.
Още през 1918 г. Околийският съвет отрежда за игрище на клуба това на десния бряг на река Марица в местността „Лагера“, на мястото, където е днес „Зоната на здравето“. Още от създаването на „Ботев“ той е покровителстван от околийските или общинските власти. Управата на СК „Ботев“, подпомогната от Общината, хвърля много сили – предимно с лично участие, за направата на второто си основно игрище, използвано до 1956 г. Това става през 1928 г., след буря, повалила много дървета на Острова. През 1934 г. същото се залесява със средства на Общината. През същата година (1929 г.) е монтирано и нощно осветление, но вечер са играни само приятелски мачове. Построен е и павилион-съблекалня с бетонирана пред него площадка, използвана за вечерни балове. СК „Ботев“ е бил организатор на специален маскараден бал, т.нар. „Бал-маске“, провеждан всяка година в салоните на читалище „Виделина“. Богатата художествена и танцувална програма е привличала елита на града и много гости. Известни са били и специалните танцувални курсове, които спортният клуб е уреждал в салона на кино „Одеон“. Не са били редки случаите на благотворителни прояви на клуба.

### Федеративни клубове
Освен представителния отбор на града „Ботев“, в трите големи квартала се създават силни федеративни клубове, които участват в градското първенство. Най-популярни и най-дълго съществували са 3 клуба: „Левски“, „Бенковски“ и „Славия“.
В края на 1919 г. в българския квартал „Вароша“ (варош от унгарски значи град) е основан втори клуб в града: „Васил Левски“. Едни от съоснователите на Левски са: Васил Василев-Циката, Иван Лесата, Илия Йовчев и Панчо Терзийски. Първият тим на СК „Левски“ просъществува кратко време и се възобновява през 1920 г. Това е клубът на Южен Пазарджик. Играят изцяло в сини екипи. През 1926 г. се обединява с Ботев, а през 1928 г. се възстановява под името „Левски 28“.
През пролетта на 1921 г. на 15 март в квартал Чиксалън – Костадиновския квартал е основан трети пазарджишки тим: „Георги Бенковски“. Още неукрепнал като клуб, той изживява период на пасивност от 25 декември 1922 г. до 10 май 1923 г. Подновен е на 11 юни 1923 г. с устав, утвърден от Министерството на вътрешните работи и народното здраве на 3 декември 1924 г. Спортният клуб „Георги Бенковски“ се основава към читалище „Свети Константин“. В първия тим на Бенковски играят: Георги Николчев, Венко Гиздов, Петър Кузев, Никола Ангелов, Борис Велев-Елката, Асен Генов, Христо Спасов-Пищола, Атанас Итов-Чиряша. По-късно членове на клуба стават: Михаил Минков, Димо Димов (преминал по-късно в „Левски“), Борис Делчев, Жан Паунчев, Никола Терзийски, Стоян Велчев и др. Това е клубът от северозападен Пазарджик. Играят в жълто и черно. Клубът спира съществуването си от 1927 г. до 15 август 1930 г., когато отново е възобновен. На 2 юни 1945 г. се обединява със „Славия“ под името „Септемврий“.
През 1922 г. в Петковския квартал (Ени махала) до църквата „Света Петка“ се създава СК „Звезда“, с председател Любен Хаджикръстев. Същата година клубът е бил разтурен, но е възстановен през 1923 г. с ново име „Славия“, но със същия председател. Игрището на „Славия“ се е намирало в близост до днешния жилищен комплекс Марица. Играят изцяло в бяло. Това е клубът на източен Пазарджик. Състезава се до 1926 г., когато на 21 ноември се обединява с „Тракиец“ под името „Тракийска слава“. Възобновен като „Славия“ на 15 август 1930 г. Отново спира съществуването си през 1933 г. Възобновен на 2 юни 1945 г., когато играе два мача и на 8 юни същата година се обединява с „Бенковски“ под името „Септемврий“.
Други федеративни клубове са били: „Тракиец“, „Бар Кохба“, „Победа“, „Тича“, „Раковски“, „Тракийска слава“ и „Хоментмен“.

### Махленски клубове
Наред с тези по-големи клубове в почти всички махали на града възникват футболни тимове, чието съществуване в по-малка или в по-голяма степен е епизодично. Създават се: „Стрела“ – в махалата около Островското училище, „Херкулес“ – махалата около Старата баня, „Тича“ – около протестантската черква, „Борислав“ – край училището „Отец Паисий“, „Тракиец“ (основан 1925 г.) – около мандрите, „Боримечка“ – около парка на Чиксалън, „Лъв“ – в Маджирската махала на Чиксалън, „Панайот Хитов“ – около пазарището, еврейският футболен тим „Бар Кохба“ (основан от заможните евреи през 1923 г. и спира съществуването си през 1926 г.), арменският футболен тим „Хоментмен“ (съкращение от Арменско физкултурно дружество, основано през 1924 и просъществувало до началото на 1929 г.) и още „Аспарух“, „Атлетик“, „Юноша“ (преименуван на „Победа“), „Свобода“, „Просвета“, „Самсон“, „Марица“, „Раковски“, „Гълъб“ (основан от Никола Христов Марков заради обичта му към гълъбите), „Дунав“ – до Острова при днешната улица Дунав, „Д. Гощанов“ – към местното македонско дружество и „Гръм“ – на улица „Ованес Соваджиян“.
Махленските клубове са играли мачове помежду си и са давали играчи за федеративните клубове (главно за „Ботев“ и „Бенковски“). Някои от тях играят и приятелски срещи с 4-те големи клуба в града и са участвали в градското първенство. В Татар Пазарджик по това време има четири големи квартала и над 30 махали. Клубовете, които са ни известни, са над 20. Възможно е да има и такива, които са съществували съвсем кратко и имената им не са споменати никъде.

### Градско първенство 1921 – 1941 г.
През 1921 г. се организират и първите мачове за градско футболно първенство. Включват се федеративните регистрирани спортни клубове. Две години по-късно отборите от Татар Пазарджик са включени в Южно Българската спортна лига към Пловдивска област. Според наредбите на младата ни тогава Българска Национална Спортна Федерация (БНСФ) са налице условия за създаване на регионална спортна администрация. На 8 януари 1925 г. в салона на читалище „Виделина“ се е състоял учредителен конгрес на Татарпазарджишкия спортен съюз, в който влизат всички спортни клубове от града и тези от Белово, Козарско, Перущица, Брестовица и Пещера. За първи председател е избран ботевистът Димитър Гарванов. През футболната 1925 г. СК „Ботев“ за първи път спечелва първенството на Пловдивска Спортна област. През същата година се утвърждава правилото преди мач на мъжете да играят юношите на федеративните клубове.
Забележителни успехи СК „Ботев“ – Пазарджик постига от 1926 г., когато за председател на клуба е избран майор Ангел Ангелов, за подпредседател – Тодор Каменски и секретар – Владимир Попов – гл. редактор на в. „Лъча“. Списъкът на футболните дейци, допринесли за успехите на клуба, може да бъде продължен с още много имена. Зареждат се интересни мачове между градските отбори за първенството на града. По един колоритен начин – изстрелване на ракета от остров „Свобода“, се е съобщавало на гражданите, че футболният мач започва. От 11 април 1926 г. започва да излиза и списанието на клуба: "Известия на Спортен клуб „Христо Ботев“. Именно през тази година на 16 юли СК „Ботев“ и СК „Левски“ се обединяват под името Спортен клуб „Христо Ботев“ с устава, цвета и емблемата на „Ботев“. Един от юношеските тимове само е бил вече със син екип – като стария на „Левски“. През август същата година „Ботев“ постига най-големия си успех в досегашната си история. В мачовете в Държавния шампионат и Царската купа, тимът от Пазарджик отстранява в Първи рунд първенеца на Старозагорска област „Бероя“ с 4:0. Във втори рунд отборът на „Ботев“ побеждава и първенеца на Врачанска област „Орел“ (Враца) с 5:1 и на полуфинала губи от „Славия“ (София) с 2:6! (трето място в първенството с по-добър баланс от другия отпаднал полуфиналист „Левски“ (Русе) Това донася много приходи за клуба и голямо признание за футбола в града.
При откриването на електроцентрала „Въча“ през 1929 г., се прокарва ток до парк „Острова“ и до стадиона и се провежда първия мач в България на електрическо осветление между местния „Ботев“ и австрийските работници. Мачовете, играни от „Левски“ и „Славия“ (София) през 1929 г. са на прожектори.
През 1934 г. в мач със СК „Левски“, при резултат 4:2 за „Левски“, реферът в края на мача свири дузпа в полза на софиянци, която поражда остър протест от ботевци. Но публиката се намесва и предотвратява скандала.
Като областен първенец СК „Ботев“ участва във финалния кръг за царската купа през 1935 г. „Ботев“ (Пазарджик) се класира на четвъртфинал, където побеждава отбора на „Победа“ (Плевен) със 7:1. На полуфинала губи от „Тича“ (Варна) с 0:7 (четвърто място в първенството).
СК „Ботев“ е градски първенец от 1918 до 1933 г., през 1935, 1936 и 1937 г.; футболен първенец на Пловдивска област през 1925, 1926, 1927, 1935 и 1936 г.; носител на юношеската купа на Пловдивска област през 1930, 1932 и 1938 г. През лятото на 1935 г. като областен първенец е на турне в Югославия – Крушевац. Играе срещу местния шампион СК „Обилич“ и го побеждава с 5:1.
По-известни треньори са били националният състезател от СК „Левски“ София Кирил Йовович, Никола Щерев (Старика), Любен Манев, Иван Радоев, Борислав Габровски и други. Мачовете в Пазарджик са били реферирани от Любен Манев, Васил Коев, Васил Юртов, Зарех Месрубян. За отговорни мачове съдии са били назначавани от София и Пловдив, като се помни съдията Борис Лекишев. От 1931 г. до 1941 г. в градското футболно първенство са се състезавали само 4 клуба: „Ботев“, „Левски“, „Бенковски“ и „Славия“. Това се дължи на окрупняване на клубовете и някои обединения през 1925 г. като: „Победа“ с „Тракиец“ стават „Тракиец“, „Раковски“ с „Ботев“ става „Ботев“, „Самсон“ с „Бар Кохба“ под името „Бар Кохба“, през 1926 г.: „Левски“ и „Ботев“ се обединяват до 1928 г. под името „Ботев“; „Тракиец“ и „Славия“ стават „Тракийска слава“. През 1943 г. се основава и един работнически клуб „Ибонит“, наречен на завода за каучук, който се разпада през септември 1944 г.
Заради Втората световна война градското първенство в Пазарджик не се провежда в годините от 1941 до 1944 г.

### 1945 – 1959 г.
С промените, настъпили след 9 септември 1944 г., футболът в Пазарджик също се променя. Съществуващите 4 клуба в града се обединяват, за да формират 2 нови клуба на 8 юни 1945 г.: „Спартак“ от обединението на „Ботев“ и „Левски“ и „Септември“ от обединението на „Славия“ и „Бенковски“. Година по-късно в Пазарджик се създават два нови клуба: „Текстилец“ и „Динамо“. Те се състезават само една година, защото на 8 юни 1947 г. се обединяват със „Спартак“ и „Септември“. Новият клуб носи името „Чавдар“ до 1948 г. и екипите са изцяло в бяло. На 20 септември 1948 г. „Чавдар“ се разпада и се образуват два клуба „Септември“ и „Спартак“. Така Пазарджик отново има два отбора.
През 1949 г. има реорганизация във футбола в страната и в града се образуват 7 ДСО (Доброволни спортни организации). Те са създадени на ведомствен и професионален принцип, както следва:
- ДСО „Спартак“ – към МВР
- ДСО „Динамо“ – към профсъюзите на пощенски служители, текстилци, продоволственици, тютюноработници, кожообработватели и други, играят в сини копринени екипи.
- ДСО „Торпедо“ – към транспортните работници, металици, химици, електро-работници и др.
- ДСО „Строител“ – към трудослужещите, строителите, земеделските и горските работници.
- ДСО „Септември“ – към профсъюзите на кооператорите
- ДСО „Локомотив“ – към жп гара Пазарджик
- ДСО „Червено знаме“ – обхваща административните, хигиенните, културно-обществените, театралните, музикалните, просветните работници и др.

Без да е ДСО, отборът на армията ДНА също участва в градското първенство. Най-голяма роля за футбола в града изиграват два тима: „Червено Знаме“ и „Динамо“. Те се състезават в по-горни дивизии, докато останалите клубове се задоволяват само с градското първенство. През 1950 г. „Динамо“ е включен в състава на Южната Б РФГ. Въпреки че завършва на 6-о място със 17 точки и голова разлика 25:33, отборът изпада. През 1953 г. се формират пет Б групи и отборът на „Червено знаме“ е в Югоизточната. Съществуването на ДСО продължава до 1957 г., когато е взето решение да се формират физкултурни дружества. В Пазарджик това става като „Червено знаме“ се преименува и преобразува във физкултурно дружество „Георги Бенковски“, а „Динамо“ става физкултурно дружество „Васил Левски“. „Бенковски“ участва в Южната Б група, докато „Левски“ се състезава в А Окръжна. Това продължава до 31 юли 1959 г., когато двете дружества се обединяват, за да формират един отбор „Христо Ботев“.

### 1959 – 1979 г.
От 31 юли 1959 г. Пазарджик има един представителен отбор. С цел да се обиграват резерви се създава и „Ботев“ II, който се състезава в по-долни дивизии.
След 1959 г. отборът на „Ботев“ Пазарджик се състезава сравнително успешно в състава на Южната Б РФГ. През август 1957 г. за нуждите на клуба е построен нов стадион: „Любен Шкодров“. В началото на 60-те в Пазарджик развитие получава работническият спорт. Към предприятията в града се създават футболни отбори. Най-успешен е този към Акумулаторния завод: „Искра“, който успешно се представя в първенствата и участва в надпреварата за купата на страната. Отборът на „Ботев“ първоначално играе с червено и бяло, а емблемата е буквата Б в кръг. През 1966 г., когато отборът влиза в Б група екипите са раирани и са в жълто и черно или червено и черно.
През 1970 г. на общо събрание на клуба се решава той от „Ботев“ да бъде преименуван на „Марица“ – на името на реката, която тече през града. Това става още през сезона и екипите са в синьо и жълто или изцяло синьо, за да символизират водите на реката. Под това име клубът просъществува едва 3 години до 1973 г. На 10 юли 1973 г. името на футболния клуб отново е сменено. Този път е решено отборът да носи името „Георги Бенковски“. В този период отборът на Пазарджик сменя три имена и играе успешно в Южната Б РФГ и в „Зона Тракия“.
През периода 1965 – 1979 г. в Пазарджик е съществувал и отбор „Искра“, който се е състезавал за купата на Съветската армия през сезона 1976 – 1977 г. През 60-те години на ХХ век е имало и много работнически тимове.

### 1979 – 2012 г.
Името „Бенковски“ се запазва до 1979 г., когато на Общо събрание то отново е сменено на „Хебър“ – тракийското име на река Марица. Това име се запазва и до днес. През 1985 г. от ДФС (Дружество за Физкултура и Спорт) „Хебър“, клубът става на ФК (Футболен клуб) „Хебър“. През 1989 г. помощното игрище „Септември“ се превръща в основно, заради проект за ремонт на стария стадион „Любен Шкодров“. През 1989 г. отборът на „Хебър“ се класира за първото си участие в най-висшето стъпало на футбола в България: А РФГ. Въпреки добрите игри в края на сезона, тимът изпада в Б РФГ. През 1991 година стадион „Септември“ се преименува на стадион „Георги Бенковски“ или само „Бенковски“. През следващия сезон „Хебър“ се завръща в А РФГ, но отново само за един сезон. През следващите години „Хебър“ играе в Б група (до 1996 г.), във В Югозападна група до 2000 г.
През 2000 г. отборът се обединява с ФК „Искър“ (София) и за трети път в своята история след спечелен бараж се класира за А РФГ. Отборът е наричан „Хебър-Искър“, ПФК „Хебър 1920 и завършва сезона на 9-о място. Въпреки доброто представяне отборът се мести в Петрич и се преименува на името на местния тим: ФК „Беласица“. ФК „Хебър“ е принуден да започне от най-ниското стъпало в историята си: А ОФГ Пазарджик, където преди са се обигравали резервните му тимове. Въпреки това „Хебър“ още същата година се класира за Югозападната В група след спечелен бараж. В трета дивизия „Хебър“ играе три сезона и след сезон 2004/05 заема второ място, което му осигурява промоция заради създаването на две Б групи. ПФК Хебър играе два сезона в Западната “Б” група преди да отпадне в Югозападната “В” група. През първия сезон се класира на седмо място в крайното класиране, като в началото на сезона отбора е воден от Анатоли Нанков, който след това е сменен от Войн Войнов. През втория си сезон Хебър изпада от Западната “Б” група завършвайки на 13-то място, съпътстван от финансови проблеми и организационни неразбории, като в средата на сезона акциите на клуба са взети от Борислав Даскалов. От сезон 2007/2008 до сезон 2011/2012 играе в Югозападната “В” група. След близо 6 години, в които отбора изпитва затруднения от всякакво естество, а собственика на клуба е в непрестанна "война" с привържениците на клуба, които са недоволни от управлението му, през 2012 година завършва на 17-то място и изпада от “В” група, след което прекратява своето съществуване.

Възраждането
На 19 юни 2015 г., група местни бизнесмени и местни легенди на футбола дават пресконференция, в която обявяват своите планове за възраждане на клуба. Сред участниците са братята Йордан Минев и Веселин Минев, както и Александър Тунчев.
През лятото на 2016 година клубът е възстановен под името Хебър 1918, обединява се с Чико (Бяга) и играе в преименуваната Югозападна трета лига. В началото на сезона треньор на отбора е Йордан Петков, който впоследствие е заменен от бившия футболист на клуба Танчо Калпаков. Завършва на шесто място в крайното класиране с 58 точки от 34 мача – 18 победи, 4 равни и 12 загуби, с голова разлика 68:41. През следващия сезон отбора остава на второ място, след ожесточена борба с ФК Централен спортен клуб на армията 1948 (София) през целия сезон. През сезон 2018/19 Танчо Калпаков е заменен от Николай Митов, а зелените се завръщат в професионалния футбол, след като завършват на първо място, на 15 точки пред втория ФК Оборище (Панагюрище). 
През първите си два сезона във Втора Лига, Хебър завършва два пъти на 6 място. На 21 май 2022г., след 21 години прекъсване Хебър се завръща в елита на българския футбол, завършвайки на второ място, с равен брой точки 70, с първия и третия в класирането ПФК „Септември“ (София) и ФК „Спартак“ (Варна).
В първия си мач в елита след 21 години прекъсване Хебър поднесе изненадата на кръга, побеждавайки евроучастника ПФК „Ботев“ (Пловдив) като гост. 
Има 2 често допускани грешки:
- Много запалянковци все още мислят, че старото име на „Хебър“ е „Бенковски“. Това е вярно само за два периода: 1957 – 1959 г. и 1973 – 1979 г. или само за 8 години. Хебър е правоприемник на спортен клуб „Христо Ботев“, основан на 31 май 1918 г. и съществувал до 1969 г. като име с изключение на периода 1945 – 1954 г. ФК „Бенковски“ е отделен тим и никога не се е обединявал с „Ботев“. Затова съществуващият до 2011 година ФК „Бенковски“ 2002, регистриран през 2002 година, е правоприемник на „Бенковски“ 1921 г., а не „Хебър“ както бяха разбрали ръководителите на ПФК „Хебър 1920“ АД.
- Другата грешка е точната дата на основаването на клуба: 31 май 1918 г. Тя присъства във всички официални регистрации на Спортен клуб „Христо Ботев“, а от 2006 година и на логото на „Хебър“.

### Наименования
- „Ботев“, от 31 май 1918 г. до 8 юни 1945 г.
- „Спартак“, от 8 юни 1945 г. до 8 юни 1947 г.
- „Чавдар“, от 8 юни 1947 г. до 20 септември 1948 г.
- „Спартак“, от 20 септември 1948 г. до 27 август 1949 г.
- „Червено знаме“, от 27 август 1949 г. до 7 май 1957 г.
- „Бенковски“, от 7 май 1957 г. до 31 юли 1959 г.
- „Ботев“, от 31 юли 1959 г. до 30 април 1970 г.
- „Марица“, от 30 април 1970 г. до 10 юли 1973 г.
- „Бенковски“, от 10 юли 1973 до 22 ноември 1979 г.
- „Хебър“, от 22 ноември 1979 г. до 2000 г.
- „Хебър-Искър“, след обединение с Искър (кв. Дружба, София) – през 2000 г.
- „Хебър 1920“, от 2000 до 2001 г.
- „Хебър“, от 2001 г. до 2012 г.
- „Хебър 1918“, от 2016

## Настоящ състав
Към 18 Март 2025 г.

## Треньорски щаб
- Николай Митов – Старши треньор
- Иван Танчовски – Помощник треньор
- Йордан Чолов – Помощник треньор
- Стоян Колев – Треньор на вратарите
- Няма – Кондиционен треньор
- Иван Василев – Рехабилитатор
- Иван Чорлев – Домакин

## Стадиони

### Игрище „Лагера“
Първото игрище на Спортен клуб „Христо Ботев“ през 1918 г. е било отредено от тогавашния околийски съвет на десния бряг на река Марица в местността (квартал) „Лагера“, където днес се намират игрището в „Зоната на Здравето“ и плувните басейни. Там са се играли мачовете на СК „Ботев“ в градското първенство до 1928 г. Първият мач, който се е състоял на това футболно игрище е на 25 май 1919 г. с отбора на „Левски“ (Пловдив) 1:2. Първият тим на „Ботев“ (Пазарджик) използва игрището през първите 10 години.
Второто игрище на Ботев е на Острова. През 1928 г. буря поваля много дървета и оформя новото игрище и няколко месеца по-късно то става основното. Управата на СК „Ботев“-Пазарджик, подпомогната от Общината, хвърля много сили, предимно с лично участие, за направата на игрището. Новото игрище носи името на градския остров „Свобода“. Открито е официално с мача „Ботев“ (Пазарджик) – „Славия“ (София) 1:3 на 8 април 1925 г. На 7 април 1927 г. при откриването на сезона е направен и стадион на игрището на „Ботев“, а през месец май е открит и осветен бюст-паметник на „Христо Ботев“ пред игрището. Построен е и павилион-съблекалня с бетонирана пред него площадка през 1929 г. При откриването на електроцентрала „Въча“ през същата година се прокарва ток до парк „Острова“ и до стадиона и се провежда първият мач в България на електрическо осветление между местния „Ботев“ и австрийските работници.(Мачовете, играни от „Левски“ и „Славия“ (София) през 1919 г., са на прожектори.) На 17 март 1934 г. Спортен клуб „Ботев“ загражда вече собственото си игрище с дъсчена ограда, а на 15 май 1934 г. получава нотариален акт за стадиона. През същата година игрището се залесява със средства на общината и е монтирано по-модерно нощно осветление, но вечер са играни само приятелски срещи. На 2 септември 1934 г. на игрище „Ботев“ е монтиран и радиоапарат. По колоритен начин са започвали мачовете на този стадион – с изстрелване на ракета. На 13 август 1938 г. е предложено колодрумът да се премести на игрището на „Ботев“ и съвместно да се съчетаят един образцов колодрум и футболно игрище. През годините игрището е носило имената „Острова“; „Свобода“; „Ботев“ и „Спартак“. Изоставен е през 1956 г.

### Стадион „Любен Шкодров“
Третото игрище на клуба е стадион „Любен Шкодров“, открит официално на 4 август 1957 г. с мача Сборен отбор (Пазарджик) – ЦДНА (София) 0:5 и с мач между ветераните на „Ботев“ (Пазарджик) и „Бенковски“ (Пазарджик) 1:0, игран в две полувремена по 15 минути. Капацитетът му е за 12 000 зрители с 8000 седящи места. Той се намира в парк „Стадиона“ в непосредствена близост до настоящия стадион. Там са се играли повечето мачове на клуба в Б група. През 1988 г. е одобрен проект за реконструкция на стадион „Любен Шкодров“ и превръщането му в изцяло футболен. Това предвижда премахване на лекоатлетическата писта и увеличаване на капацитета на стадиона. За тази цел е изграден нов стадион да обслужва нуждите на ФК „Хебър“, докато приключи реконструкцията на стадион „Любен Шкодров“. След 1989 г. пропада този вариант и стадионът тъне в разруха. Той е включен в инвестиционната програма на Община Пазарджик за реконструкция и модернизация.

### Стадион „Георги Бенковски“
Четвъртото игрище е завършено през 1989 г. Тогава се нарича стадион „Септември“ и е с капацитет 13 128 седящи места. Открит е през същата година на 26 март с мача „Хебър“ – „Янтра“ (Габрово) 1:0, на който са присъствали 15 000 зрители. На 30 юли 1991 г. стадионът е преименуван на „Георги Бенковски“, чието име носи и до днес. Това е настоящият стадион на ФК „Хебър“. На този стадион са играни трите сезона в А група. Той има модерни съблекални, зала за пресконференции, две покрити скамейки за журналисти и гости, съдийска стая и отговаря на всички изисквания за провеждане на футболни срещи.
Стадион „Георги Бенковски“ се намира в северозападната част на Пазарджик, вляво на излаза от града в посока Автомагистрала „Тракия“ в парк „Стадиона“, който обхваща и стария стадион „Любен Шкодров“, и помощното игрище „Стрелбище“. На мястото на днешния стадион е било първоначално помощното игрище „Септември“, а в близост е и старото игрище „Бенковски“ на Спортен клуб „Бенковски“.

## Известни футболисти
- Кирил Василев
- Младен Радков – рекордьор с 80 гола
- Радко Димитров
- Георги Гаджев
- Атанас Пашев
- Крум Кантарев
- Георги Петков
- Александър Тунчев
- Владимир Манчев
- Танчо Гилев – рекордьор с 315 мача
- Атанас Пържелов
- Николай Минчев
- Георги Джамбазов
- Веселин Лачков
- Атанас Спасов
- Георги Кьосев
- Димитър Мутафов
- Красимир Манев
- Христо Тошев
- Димитър Тъпчаров
- Петър Каяджийски
- Илия Новаков
- Николай Запрянов
- Георги Лазаров
- Танчо Калпаков
- Боян Никленов
- Петър Богданов
- Ивайло Негенцов
- Кирил Кацаров
- Николай Калинов
- Румен Михайлов
- Иво Кандьов
- Асен Милушев
- Георги Богданов
- Калин Пехливански
- Иван Бутраков
- Никола Фотев
- Георги Калинов
- Иван Папазов
- Мартин Подвързачов
- Костадин Цветков
- Димитър Методиев
- Ангел Николов
- Малин Малинов
- Ангел Недев
- Красимир Узунов
- Христо Калканов
- Иван Мечкарски
- Роман Ружинов
- Васил Кузманов
- Тодор Игнатов
- Анатоли Тонов
- Иван Милиев
- Петър Ковачев
- Юри Николов
- Станислав Катранков
- Николай Харизанов
- Ивайло Ваклинов
- Хари Бориславов
- Веселин Минев
- Никола Райчев
- Милен Кунчев
- Георги Куцовски
- Красимир Папазов
- Иван Чорлев
- Георги Сербезов
- Стефан Ковачев
- Крум Ненов
- Георги Царичков
- Кирил Ставрев
- Светлин Нончев
- Йордан Минев
- Димитър Дойчинов
- Иво Бранков
- Георги Коларов
- Никола Кривошиев
- Атанас Кьовторов
- Йордан Снегаров
- Васил Денгубов
- Красимир Стоянов
- Димитър Стоянов
- Здравко Лазаров

## С най-много мачове в „А" РФГ
1. Кирил Василев – 56
2. Георги Гаджев – 54
3. Стоил Петров – 53
4. Крум Кантарев – 51
5. Петър Ковачев – 50

## С най-много голове в „А" РФГ
1. Кирил Василев – 13
2. Калин Пехливански – 9
3. Николай Минчев – 6
4. Георги Богданов – 5
5. Димитър Мутафов – 5